# 丘有嵓
丘有嵓（？—？），字孔觀，號觀頤，福建泉州府晉江縣人，軍籍，明朝政治人物。

## 生平
嘉靖二十五年（1546年）丙午科福建鄉試第七十一名，嘉靖三十二年（1553年）癸丑科進士。刑部观政，授南京吏部主事，迁郎中，调南吏部考功司郎中，四十二年（1563年）五月擢南京光禄寺少卿。隆慶二年（1568年）正月起补光禄寺少卿，四年四月升應天府府丞，六年四月被革职。卒年五十八。

## 家族
曾祖丘崇；祖父丘璽；父丘壽民，母林氏。弟有峯、有嶤（生员）、有峩、有岦、有崟。